# Pseudopimpla pygidiator
Pseudopimpla pygidiator är en stekelart som beskrevs av André Seyrig 1927. Pseudopimpla pygidiator ingår i släktet Pseudopimpla och familjen brokparasitsteklar. Inga underarter finns listade i Catalogue of Life.